# Wieszczy
Wieszczy – postać z zakresu demonologii słowiańskiej, będąca formą pośmiertnej egzystencji ludzkiej duszy, zbliżona do wyobrażeń upiora lub wampira, posiadająca jednak na wielu terenach własną, odrębną tożsamość, wyróżniającą się szczególnymi cechami.
Rozróżnienia pomiędzy postacią wieszczego a zwykłym upiorem występowały przede wszystkim w wierzeniach Kaszubów, Kociewiaków, a także wśród ludu kujawskiego. Charakterystyczne przekonania wierzeniowe, przypisywane właśnie wieszczemu, pojawiały się jednak również w innych regionach kraju, gdzie postać tę uznawano bądź za autonomiczną istotę demoniczną, bądź za specyficzną w swoim zachowaniu odmianę upiora. Nie posiadamy danych dotyczących fizycznych wyobrażeń tej postaci, można jednak przypuszczać, że nie różniły się one od przedstawień upiorów.

## Geneza
Najczęściej wymienianą w opracowaniach etnograficznych cechą, pozwalającą już przy narodzinach określić, czy dany człowiek zostanie po śmierci wieszczym, miało być urodzenie się w tzw. "czapce" (najprawdopodobniej był to fragment łożyska). W Słowniku Języka Polskiego z początku XX wieku pod hasłem "wieszcz" czytamy między innymi: "Człowiek, który po śmierci ma zostać upiorem, człowiek w czepku ś. rodzący. Wieżba, tak zwana czapka, z którą ś. niekiedy dziecko rodzi; nazywa ś. ono wieszczem, a gdy ma dwa zęby, jest upiorem". Podobnie pisał Dr Nadmorski notując opinię ludu z powiatu wejerowskiego: "Niektóre dziecy przyniosą na świat dwa zębie, to są upiorze, a które sobie wieżbę przyniosą, to są wieszcze" i ludu z okolic Skarszew: "U nas na takiego człowieka mówią wieszcz i tak sobie opowiadają, że taki człowiek urodzi się w czepku, a gdy się ten czepek wysuszy i schowa, a dzieciak dorośnie 7 lat, trzeba ten suchy czepek zetrzeć na proszek i dać mu to z czem wypić, to wtenczas wszystko dobrze, ale gdy się to nie stanie, taki człowiek po śmierci nie zesztywnieje, ale jest gibki, jak za życia (...)". Według Wojciecha Łysiaka z informacji zebranych na Kujawach wynika, że takiego człowieka nazywano tam po prostu upiorem. Stanisław Ciszewski podobne wierzenie zanotował odnośnie do mieszkańców okolic Krotoszyna i Ostrzeszowa, którzy sądzili, że wieszczy powstaje wtedy, gdy umrze jeden z dwojga przyjaciół, pobratymców albo rówieśników. 

## Oddziaływanie
Wieszczy był niebezpieczny dla żyjących ludzi, a jego wyjątkowa szkodliwość przejawiała się w bardzo charakterystyczny sposób. Wierzono, że będąc pogrzebanym nie tracił swej żywotności, wstawał nocą z grobu, wchodził na najwyższą budowlę wiejską (najczęściej była to wieża kościelna lub dzwonnica) i donośnie krzyczał lub dzwonił. Sprawiać to miało, że chorowali i umierali jego bliscy i dalsi krewni, znajomi, a czasem nawet i obcy ludzie mieszkający na obszarze, na którym słychać było ów krzyk albo dźwięk dzwonu - zdarzać się to miało także podczas różnego rodzaju klęsk żywiołowych. Stąd najprawdopodobniej wzięło się imię demona – wieszczego, czyli tego, który zapowiadał albo przewidywał jakieś zdarzenie, w tym przypadku śmierć. U Dr Nadmorskiego czytamy: "(...) gdy go (...) pochowają, potym w trumnie usiądzie i zacznie żreć na sobie ubranie, wtenczas najprzód wszyscy najbliżsi krewni się rozchorują i po kolei umierają, a gdy już niema bliższych krewnych, to zabiera dalszych, a jak już wszyscy krewni wymrą, to potym wstanie z grobu i idzie do dzwonów i zacznie dzwonić, a kto dzwonienie posłyszy, ten musi umrzeć. Takich to nazywają niełap albo połap". Skoro więc po jednym zgonie następowały kolejne, i to w gronie rodziny zmarłego, to dochodzono do wniosku, że był wieszczym. W wydaniu wielkopolskim miał on działać w nieco inny sposób – wchodził na wieżę kościoła nocą i wrzeszczał na całą okolicę, a tym głosem przyciągał do siebie wszystkich swoich żyjących rówieśników, a tym samym powodował ich śmierć. Tego rodzaju czynności przypisywano także powszechnie upiorom.